# Berchemia
Berchemia är ett släkte av brakvedsväxter. Berchemia ingår i familjen brakvedsväxter.

## Bildgalleri

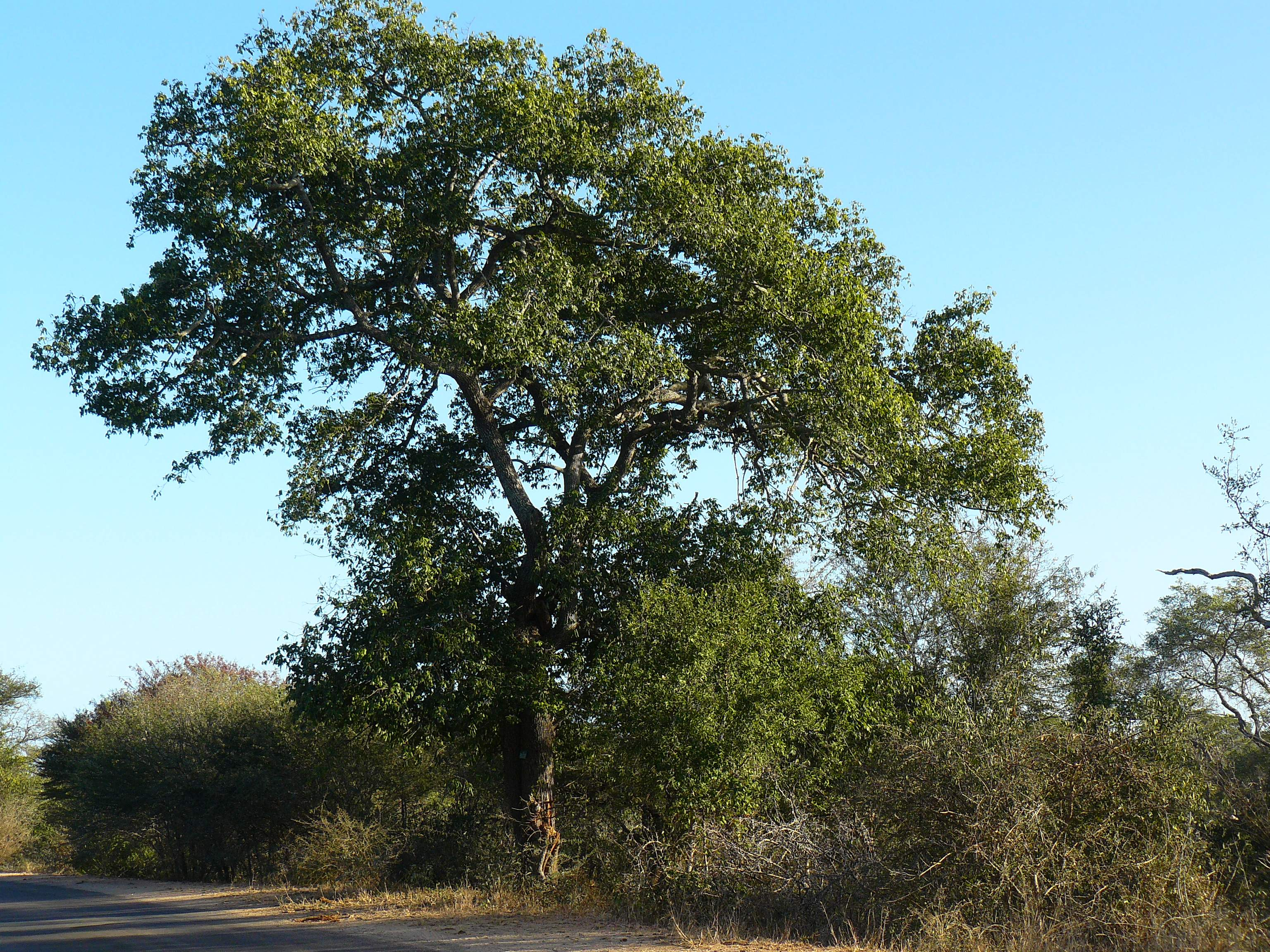
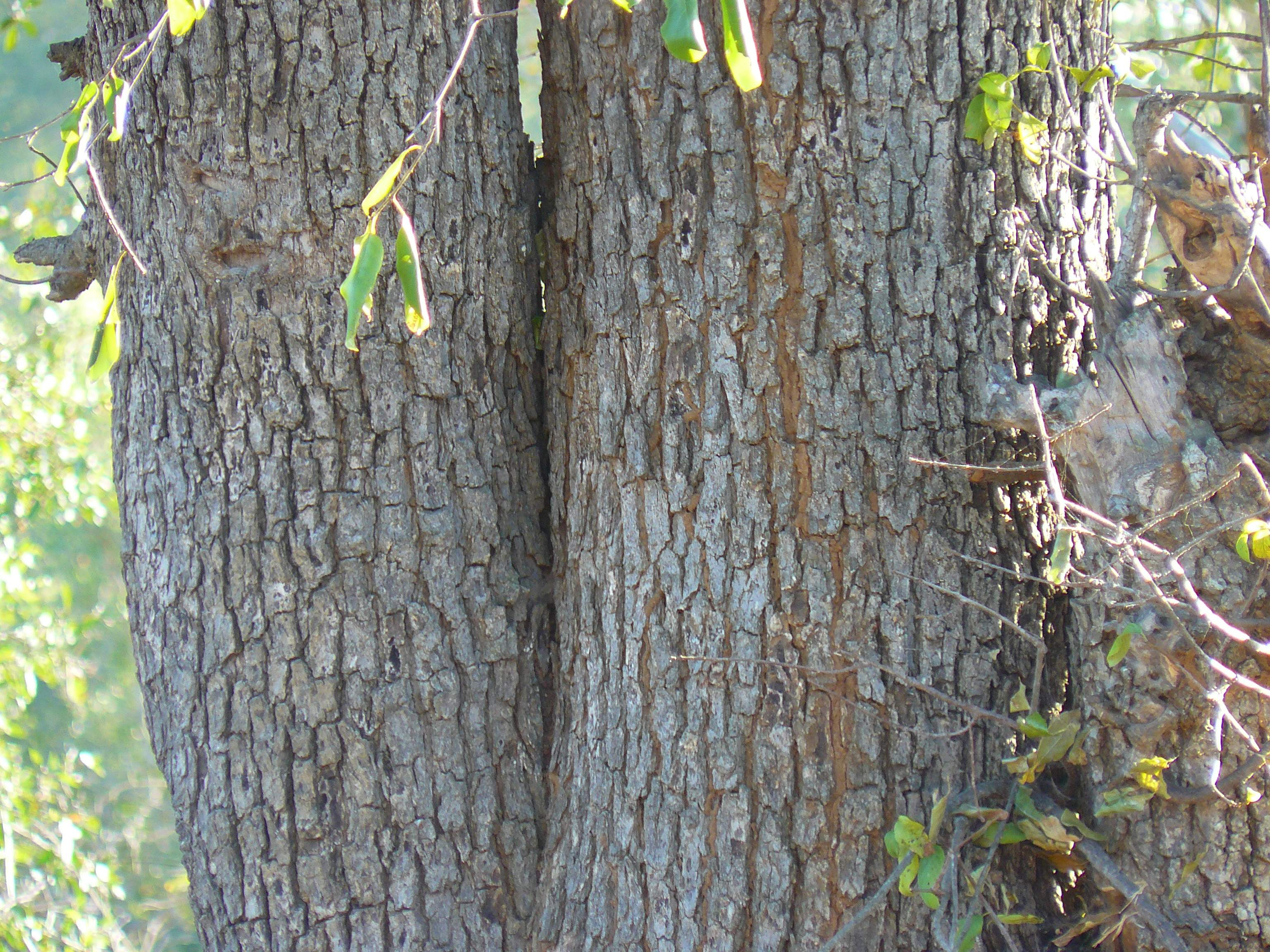
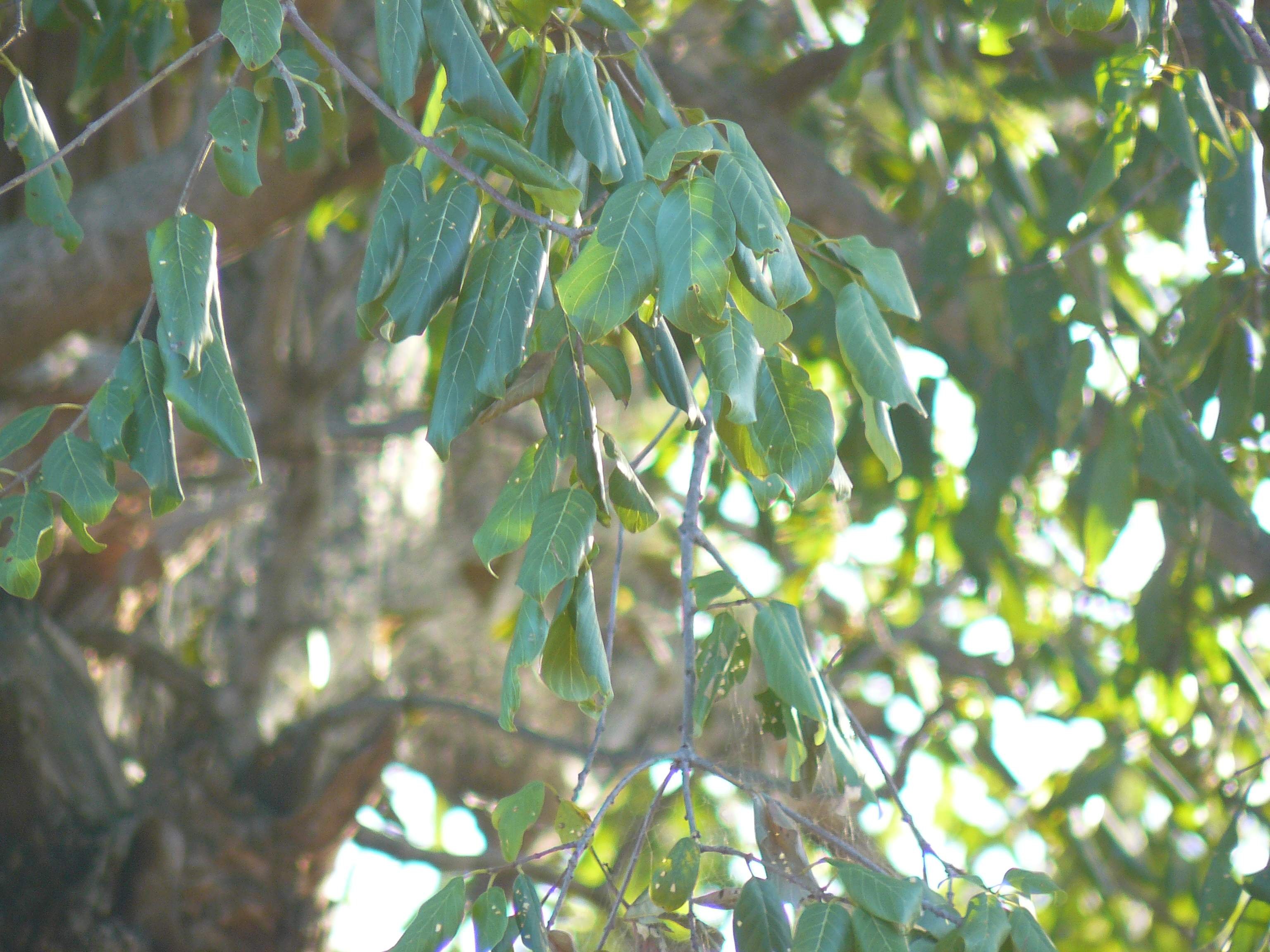
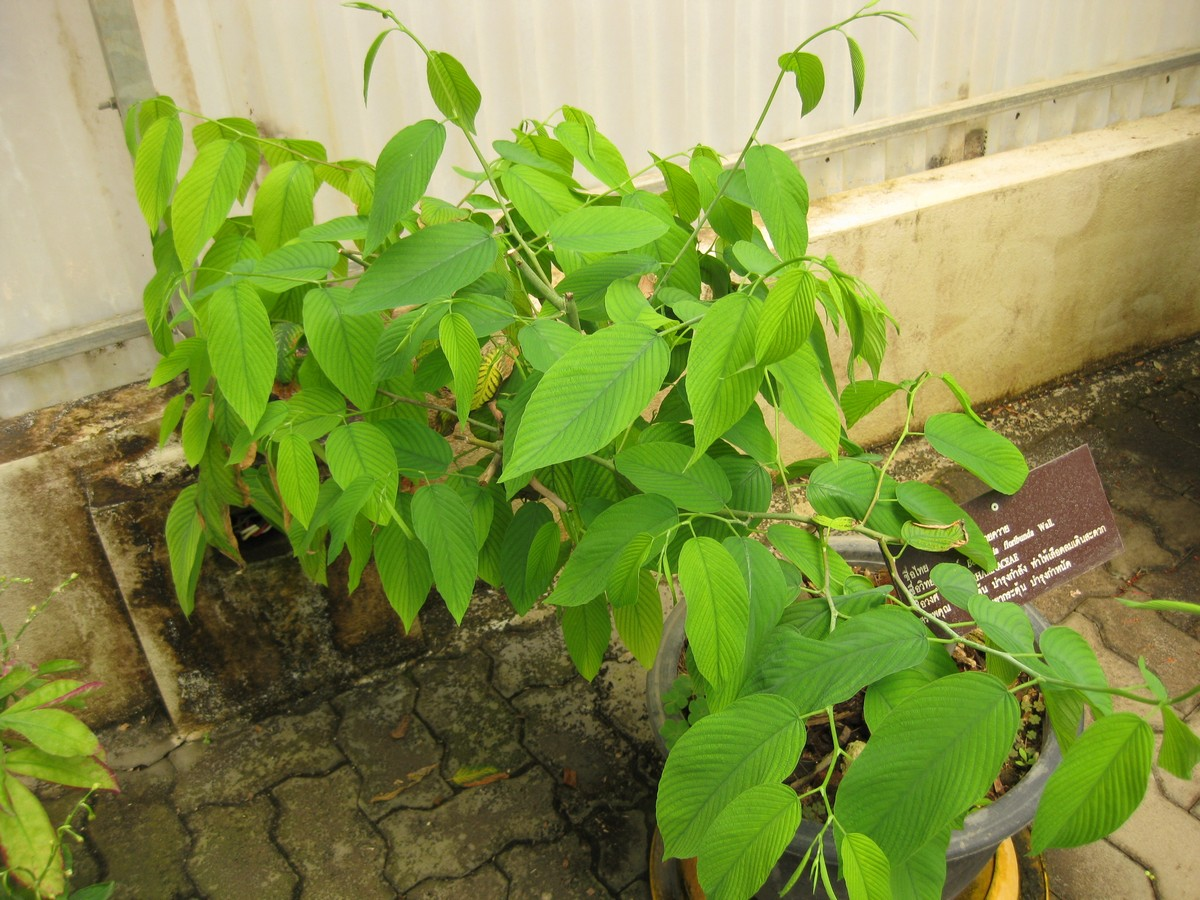
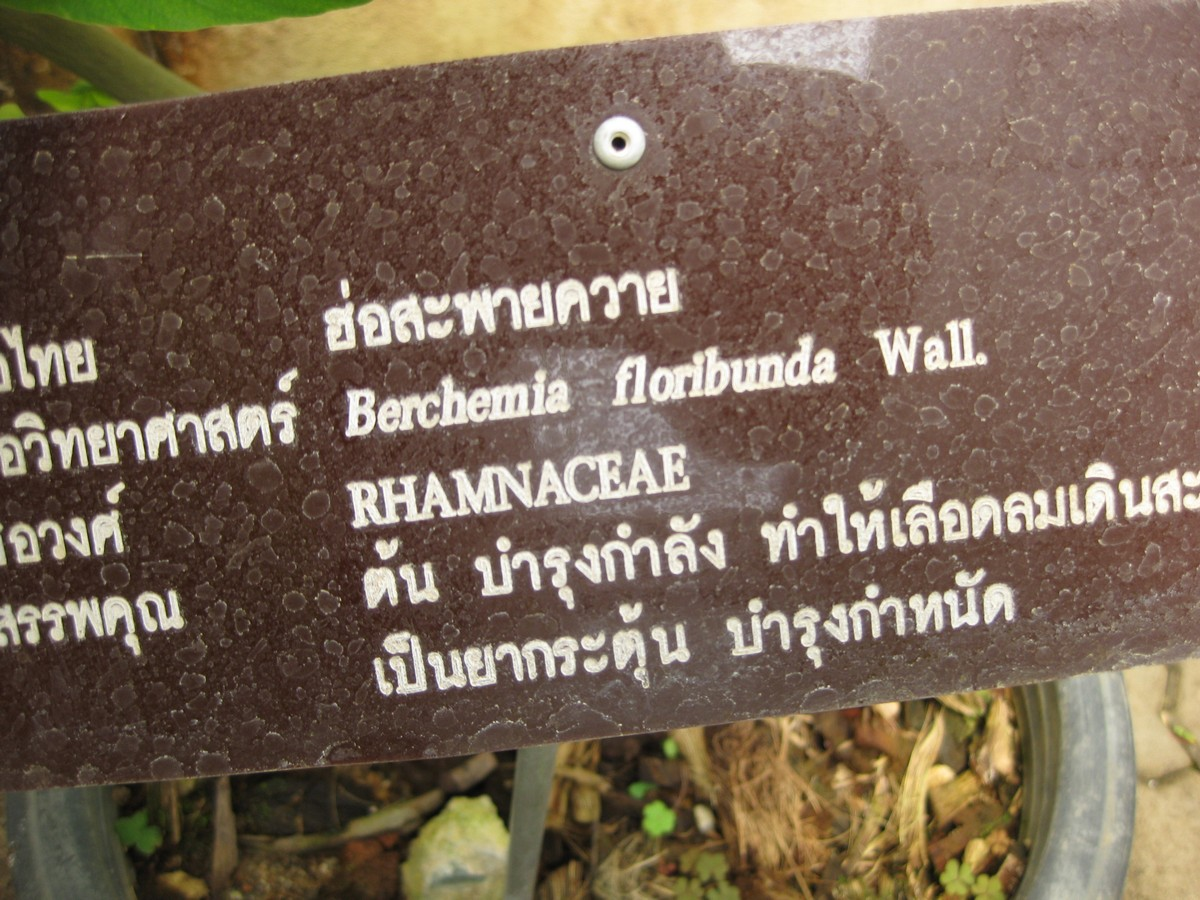
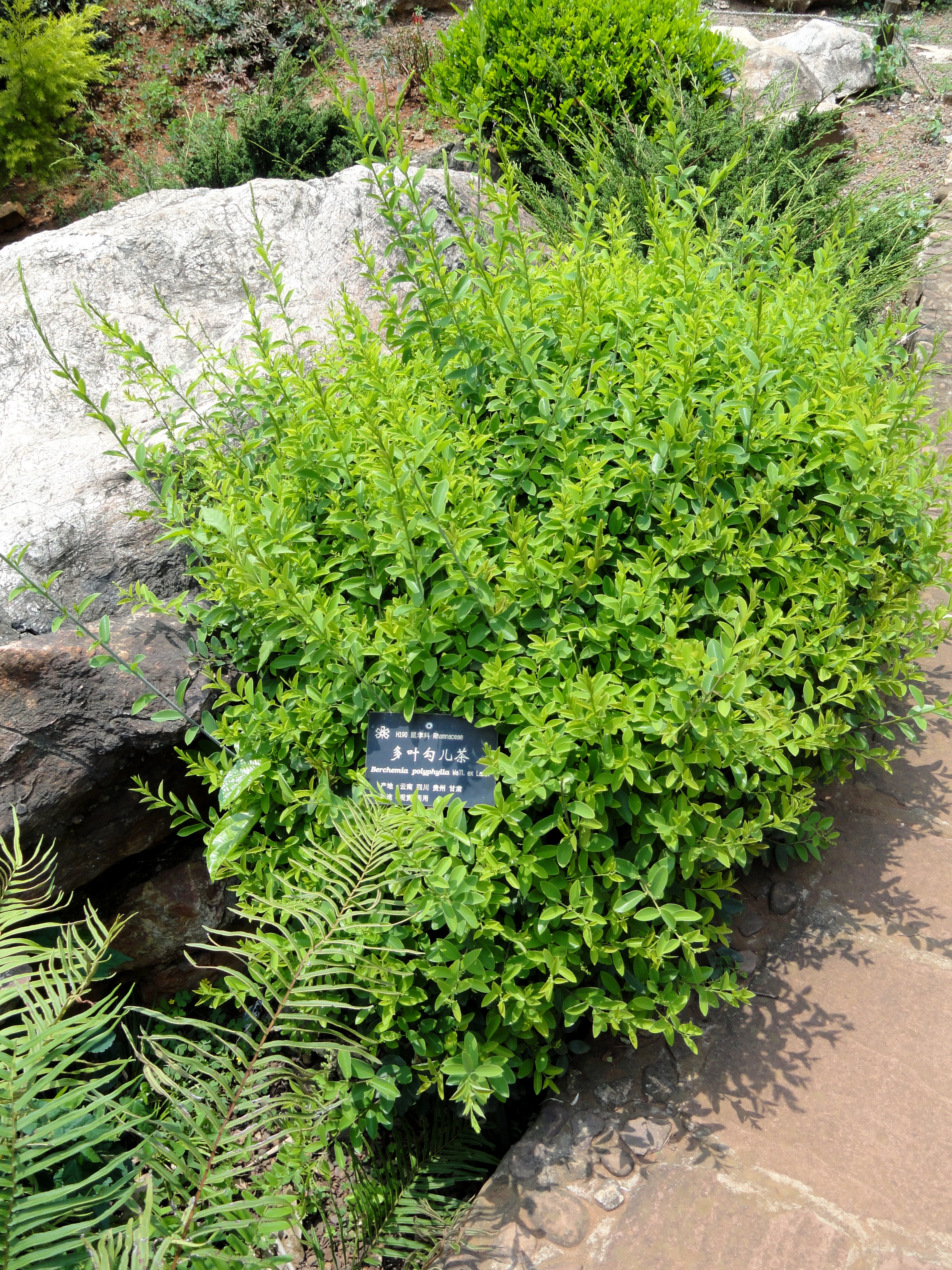

## Dottertaxa tillBerchemia, i alfabetisk ordning[1]
- Berchemia annamensis
- Berchemia barbigera
- Berchemia brachycarpa
- Berchemia cinerascens
- Berchemia compressicarpa
- Berchemia discolor
- Berchemia ecorollata
- Berchemia edgeworthii
- Berchemia elmeri
- Berchemia flavescens
- Berchemia floribunda
- Berchemia formosana
- Berchemia girardiana
- Berchemia hirtella
- Berchemia hispida
- Berchemia huana
- Berchemia jainiana
- Berchemia koganii
- Berchemia kulingensis
- Berchemia lineata
- Berchemia longipedicellata
- Berchemia longipes
- Berchemia longiracemosa
- Berchemia loureiriana
- Berchemia magna
- Berchemia medogensis
- Berchemia omeiensis
- Berchemia pakistanica
- Berchemia pauciflora
- Berchemia philippinensis
- Berchemia polyphylla
- Berchemia racemosa
- Berchemia scandens
- Berchemia sinica
- Berchemia yunnanensis
- Berchemia zeyheri